# آستور (ویرجینیای غربی)
آستور (به انگلیسی: Astor) یک منطقهٔ مسکونی در ایالات متحده آمریکا است که در شهرستان تیلور، ویرجینیای غربی واقع شده‌است. آستور ۳۳۴٫۹۸ متر بالاتر از سطح دریا واقع شده‌است.